# Edzell (zámek)
Edzell je zřícenina šlechtického zámku ve Skotsku ležící poblíž stejnojmenné vesnice. Jeho součástí je zrekonstruovaná renesanční zahrada. Nejstarší části zámku byly postaveny kolem roku 1520. V polovině 18. století přestal být obýván a postupně se stal zříceninou.

## Historie
Rodina Lindsayů získala sňatkem panství Edzell, skládající se z tvrze, farního kostela a několika vesnic, v roce 1358. Někdy na počátku 16. století se rozhodl David Lindsay staré sídlo opustit a přibližně 300 m severně od něj začal s výstavbou nového zámku. Stavba probíhala postupně v průběhu celého 16. století a byla završena roku 1604 zřízením zahrady s bohatou sochařskou výzdobou.
Lindsayové se postupně stali předními velmoži ve Skotském království a měli dobré vztahy s panovníky. V srpnu 1562 strávila na Edzellu v rámci své cesty po Skotsku dvě noci královna Marie Stuartovna. V průběhu jejího pobytu zde proběhlo zasedání její tajné rady (privy council). V letech 1580 a 1589 je na Edzellu doložen pobyt krále Jakuba I., syna Marie Stuartovny.

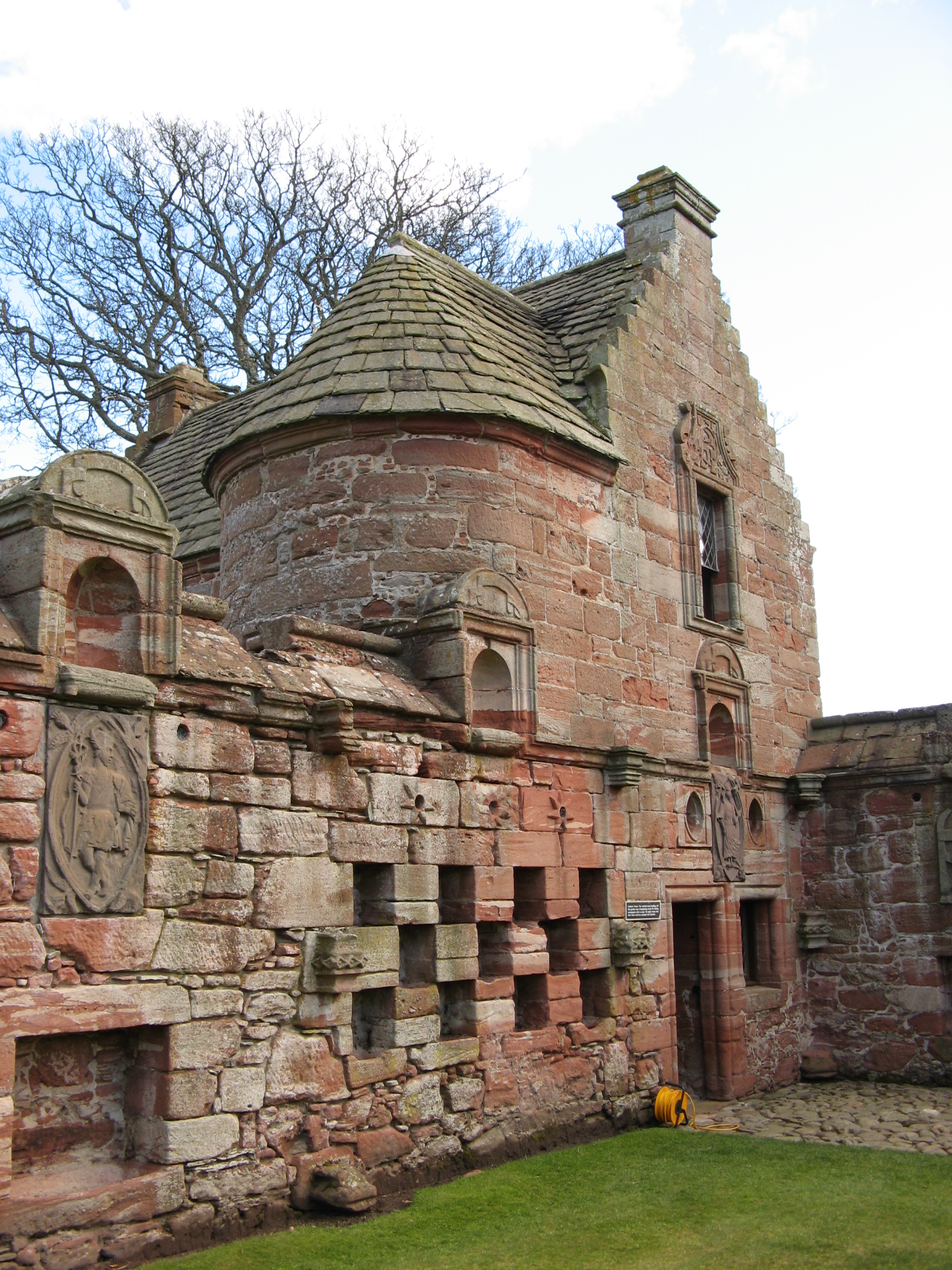
Letohrádek

 Za anglické občanské války, během tažení Olivera Cromwella do Skotska, obsadily v září 1651 Edzell anglické vojenské jednotky a způsobily na celém panství značné škody. Postupný zánik zámku začal v průběhu jakobitského povstání. David, poslední lord Lindsay, podporoval v exilu žijícího Jakuba Stuarta. Roku 1715 byl kvůli dluhům nucen prodat Edzell lordu Panmurovi a skončil jako stájník v hotelu. Rovněž Panmure podporoval skotského exilového krále a po porážce povstání mu byl Edzell konfiskován. Koruna ho prodala Yorské stavební společnosti, která se o něj nestarala. V roce 1764 společnost zbankrotovala a Edzell začal být rozebírán na stavební materiál. Dlouhá alej vzrostlých buků byla pokácena a dřevo rozprodáno. Panství pak koupil William Maule, earl Panmure z Forthu. Po jeho smrti roku 1782 připadlo jeho synovci George Ramsayovi, 8. earlovi z Dalhausie, předkovi současných majitelů.
V průběhu 19. století začaly ruiny zámku vzbuzovat pozornost turistů. Majitelé objektu proto od roku 1879 zaměstnali správce, který se o něj staral a návštěvníky v něm provázel. Roku 1901 pro něj a jeho rodinu postavili majitelé domek, dnešní turistické centrum. V roce 1932 převzal stát péči o zahradu, o tři roky později i o budovy. Dnes spravuje objekt stát prostřednictvím svého památkového úřadu Historic Scotland.

## Architektura

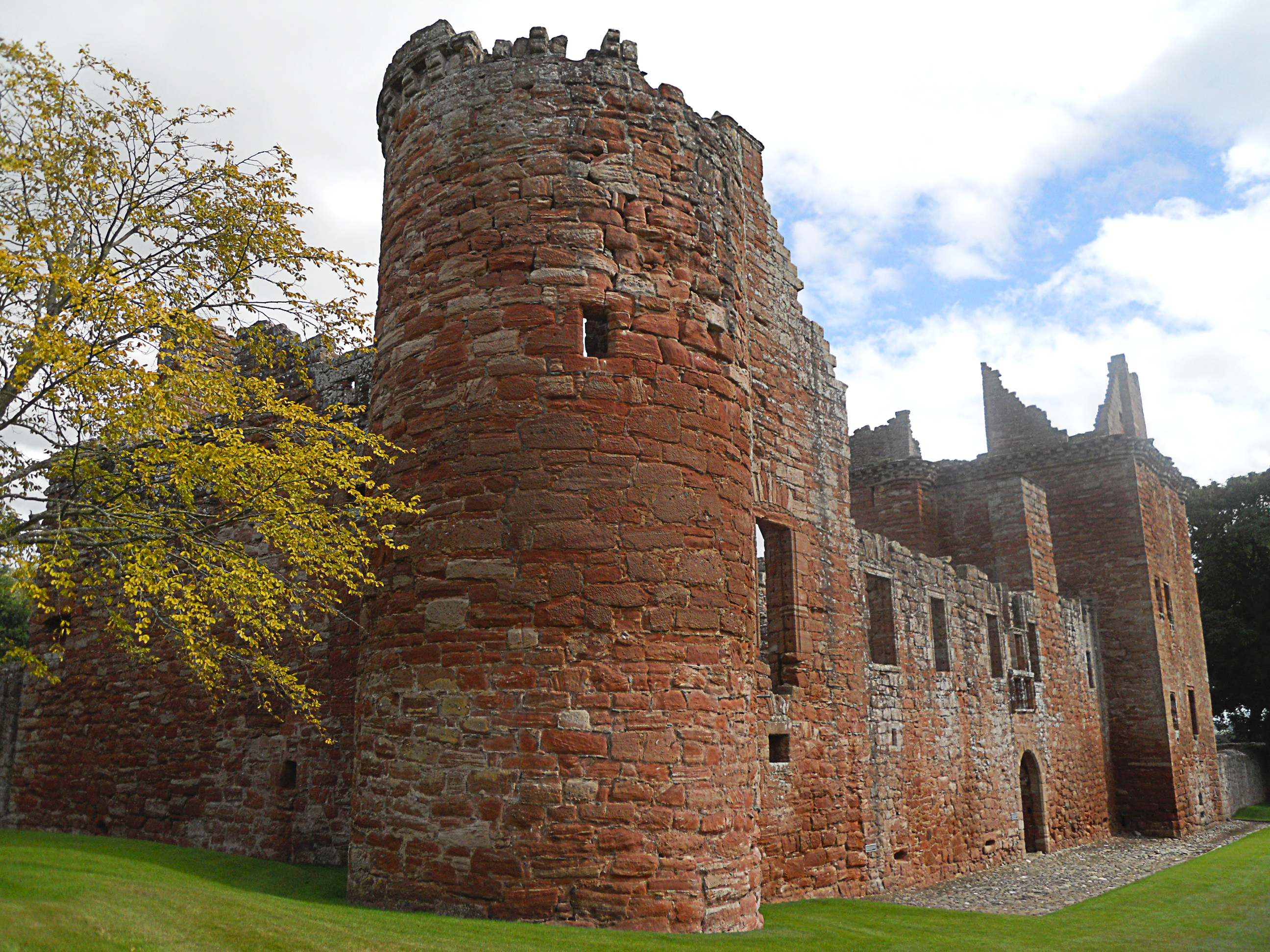
Západní křídlo s hlavním portálem

Původní tvrz, kde od 12. století sídlila rodina Abbottů, se rozkládala na návrší 300 m jihozápadně od současného zámku. Stojí zde pozůstatek původního kostela sv. Vavřince, přeměněný na hrobku rodiny Lindsayů. Místo bylo ale osídleno mnohem dříve, jak dokládá nález kamenného kříže z 9. století, nalezený roku 1952. Kostel byl zbořený v roce 1818, když byl postavený nový v tehdy založené stávající vesnici Edzell.
Nejstarší částí zámku je jeho čtyřpodlažní, 16 m vysoký věžový palác, postavený kolem roku 1520. Jeho ústřední místností byl sál v prvním patře. Byl osvětlený rozměrnými okny a vybavený velkým krbem. Vlevo od něj se nacházel prevet. Zároveň s věží byla postavena ohradní zeď, vymezující areál, a jižní křídlo. Kolem roku 1550 vzniklo západní křídlo, rovněž navazující na palác. Uprostřed něj byla umístěna brána, nad jejím půlkruhovým obloukem byly umístěny dva erby Lindsayů. V přízemí západního křídla byla kuchyně a sklady, v patře pak dvě místnosti, které rozšiřovaly ubytovací možnosti sídla. Koncem 16. století se započalo se stavbou severního křídla, z něhož byla dokončena jen jeho západní polovina. V něm byla v přízemí další kuchyně a v patře reprezentativní sál, větší než ve věžovém paláci. Nárožní věžovitá stavba severního křídla obsahovala další soukromé prostory majitelů. Stavby východního křídla se dochovaly jen v půdorysu.

## Zahrada

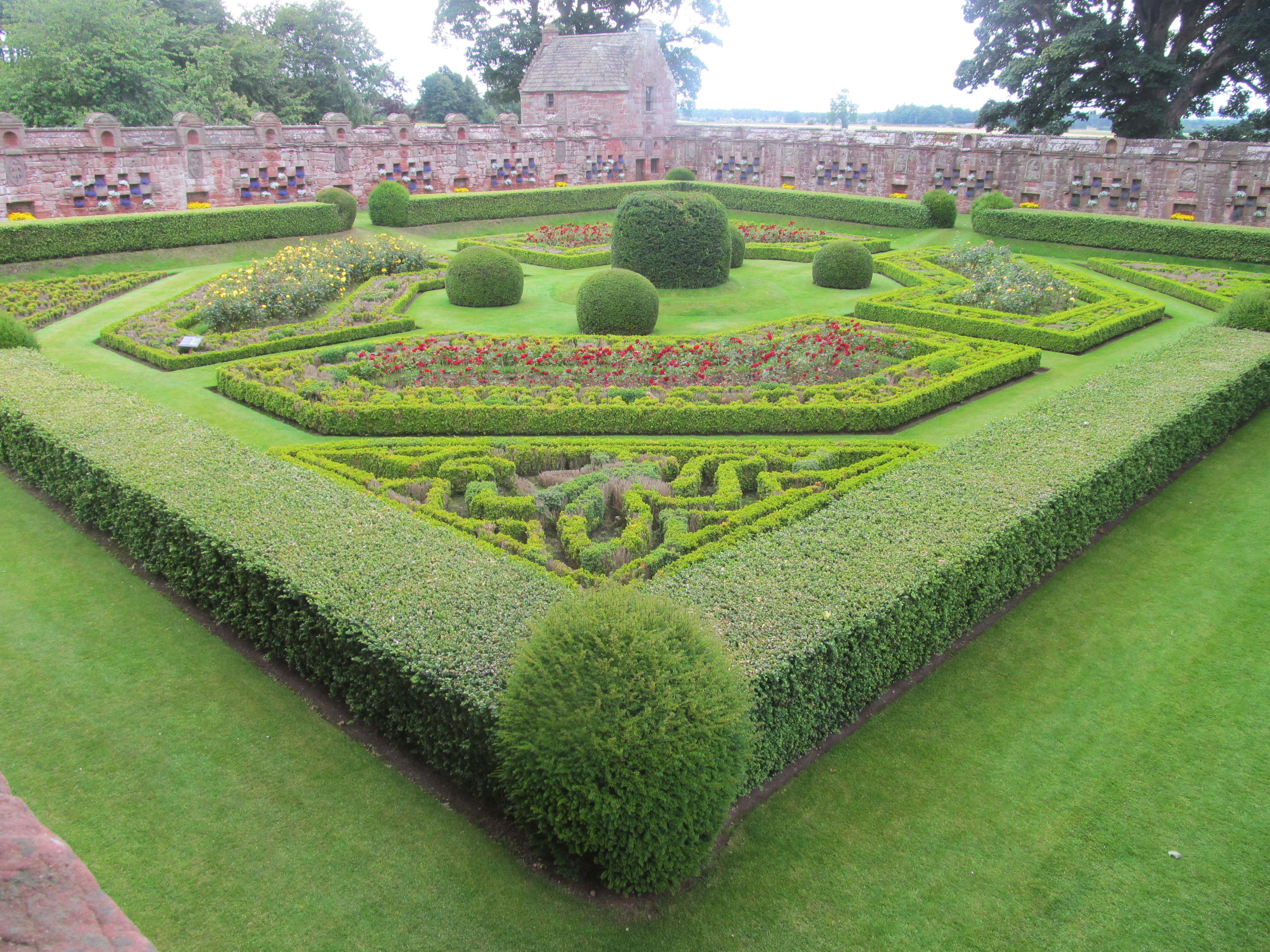
Zahrada s letohrádkem

Renesanční zahrada je považována za nejhodnotnější památku Edzellu. Podle nápisu nad vchodem do zahrady byla dokončena v roce 1604. Rozkládá se na ploše 52 x 43,5 m, ohradní zeď je vysoká 3,6 m. Na vnitřní fasádě ohradní zdi jsou umístěny tři cykly kamenných plastik, vždy po sedmi, představující alegorie nebeských božstev (Měsíc, Mekur, Venuše, Slunce, Mars, Jupiter, Saturn), svobodných umění (Gramatika, Rétorika, Dialektika, Aritmetika, Hudba, Geometrie a ctností (Moudrost, Spravedlnost, Udatnost, Umírněnost, Víra, Naděje, Láska). K zahradě přiléhaly dvě budovy. První z nich byl letohrádek. Původní kamenný stůl v přízemí naznačuje, že tato místnost sloužila k menšímu občerstvení. Místnost v patře, do kterého se vchází po spirálovém schodišti, byla vybavena prevetem a zřejmě byla využívána jako letní ložnice. Budova se připisuje architektu Thomasi Leiperovi. V jihovýchodním rohu zahrady byla postavena lázeň, která byla snad v 18. století zbořena. Její základy byly vykopány roku 1885. Při tom bylo zjištěno, že se skládala ze tří místností. Zámek Edzell je ukázkou životního stylu a kulturní úrovně skotského renesančního velmože.

## Galerie

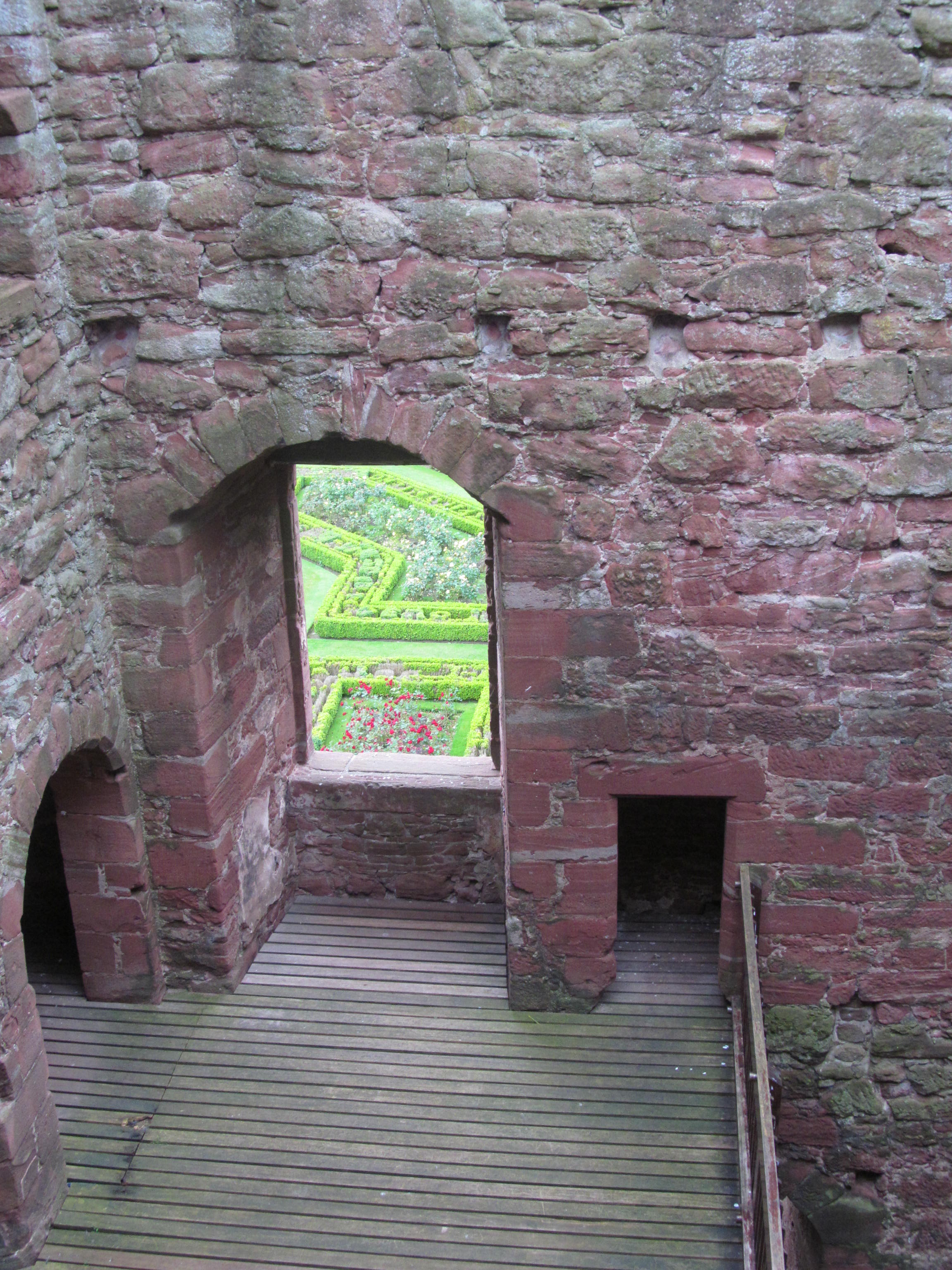
Průhled oknem věže na zahradu
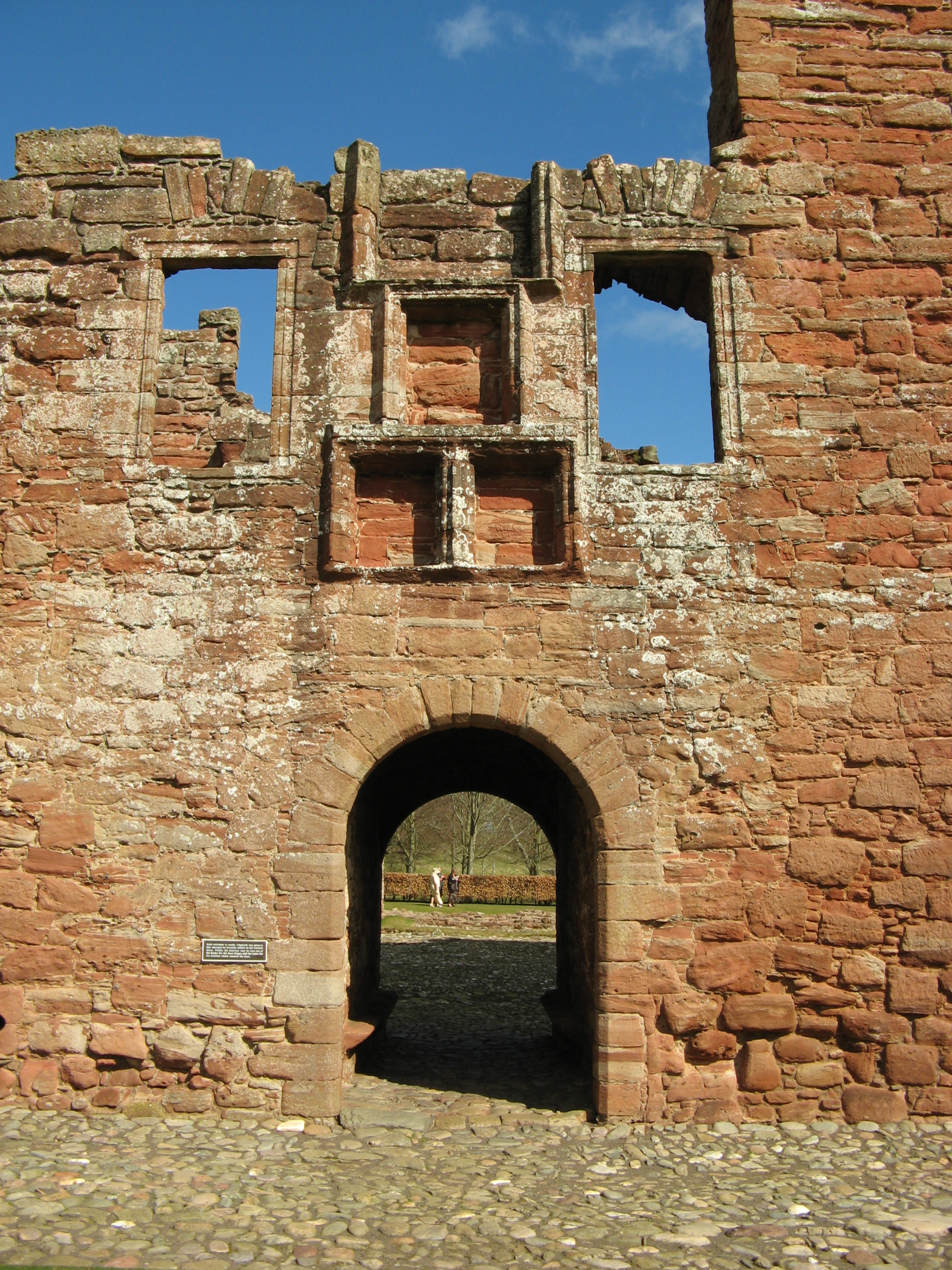
Hlavní vstup do zámku
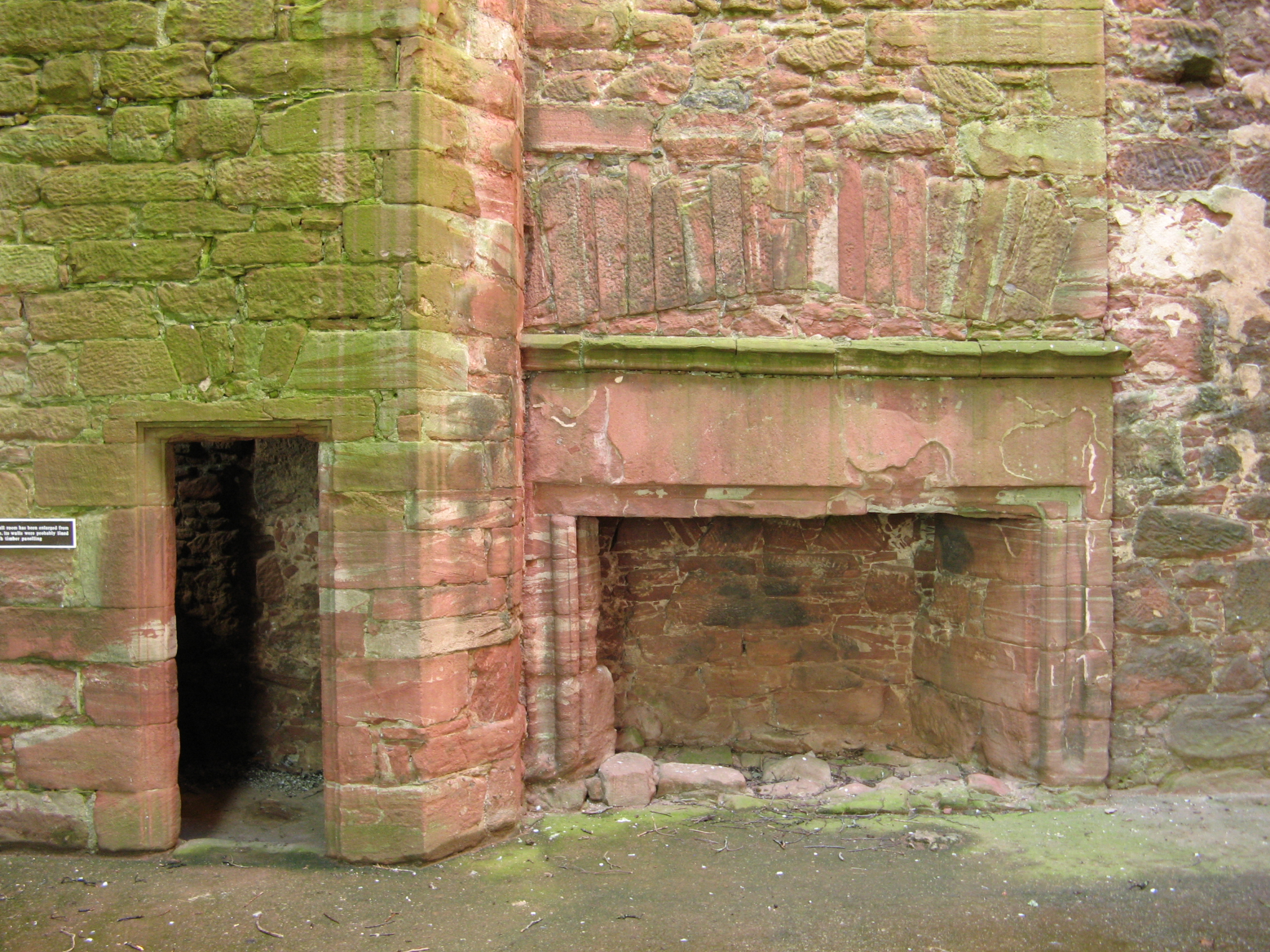
Krb v sále věžového paláce
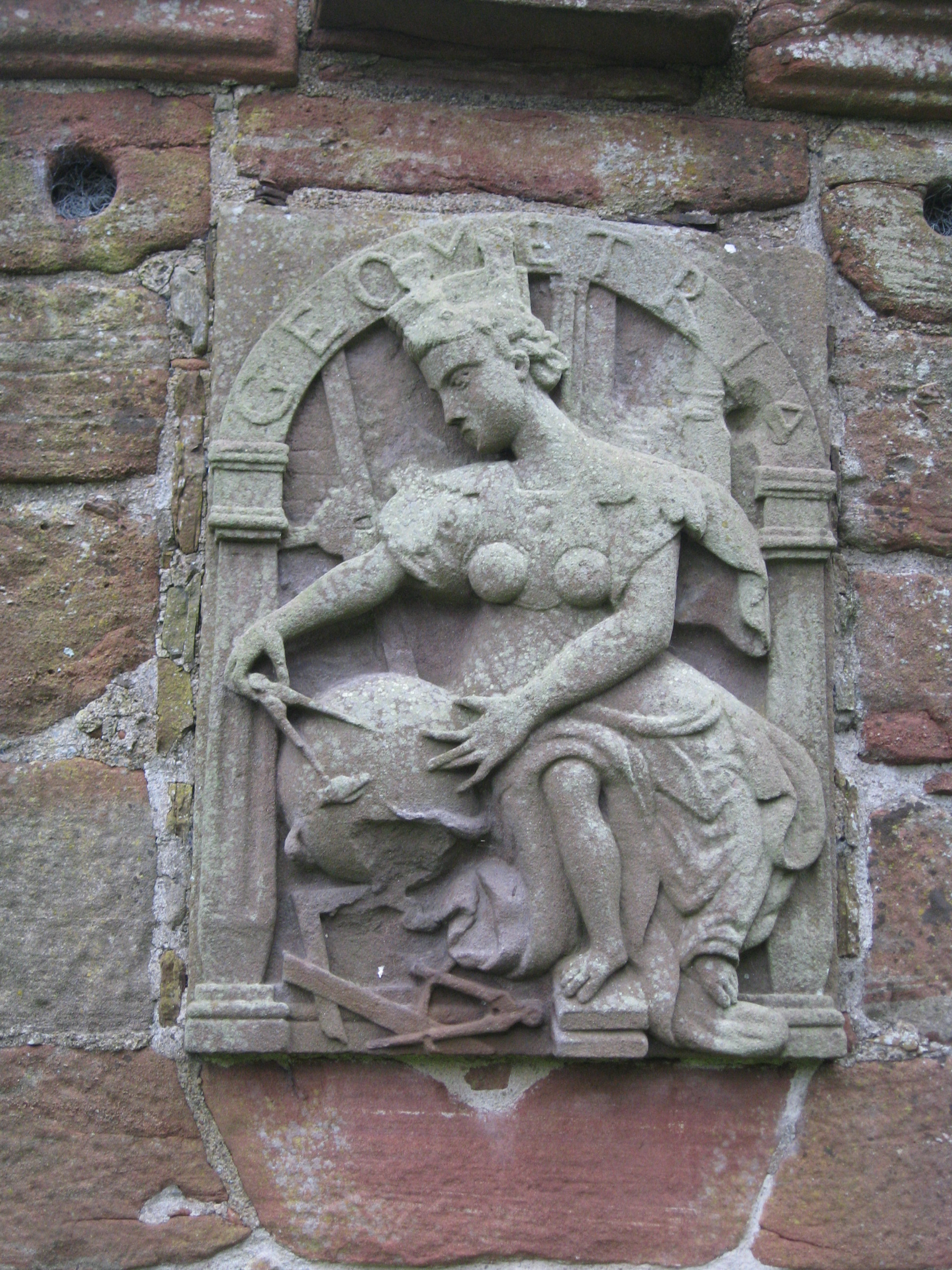
Alegorie Geometrie
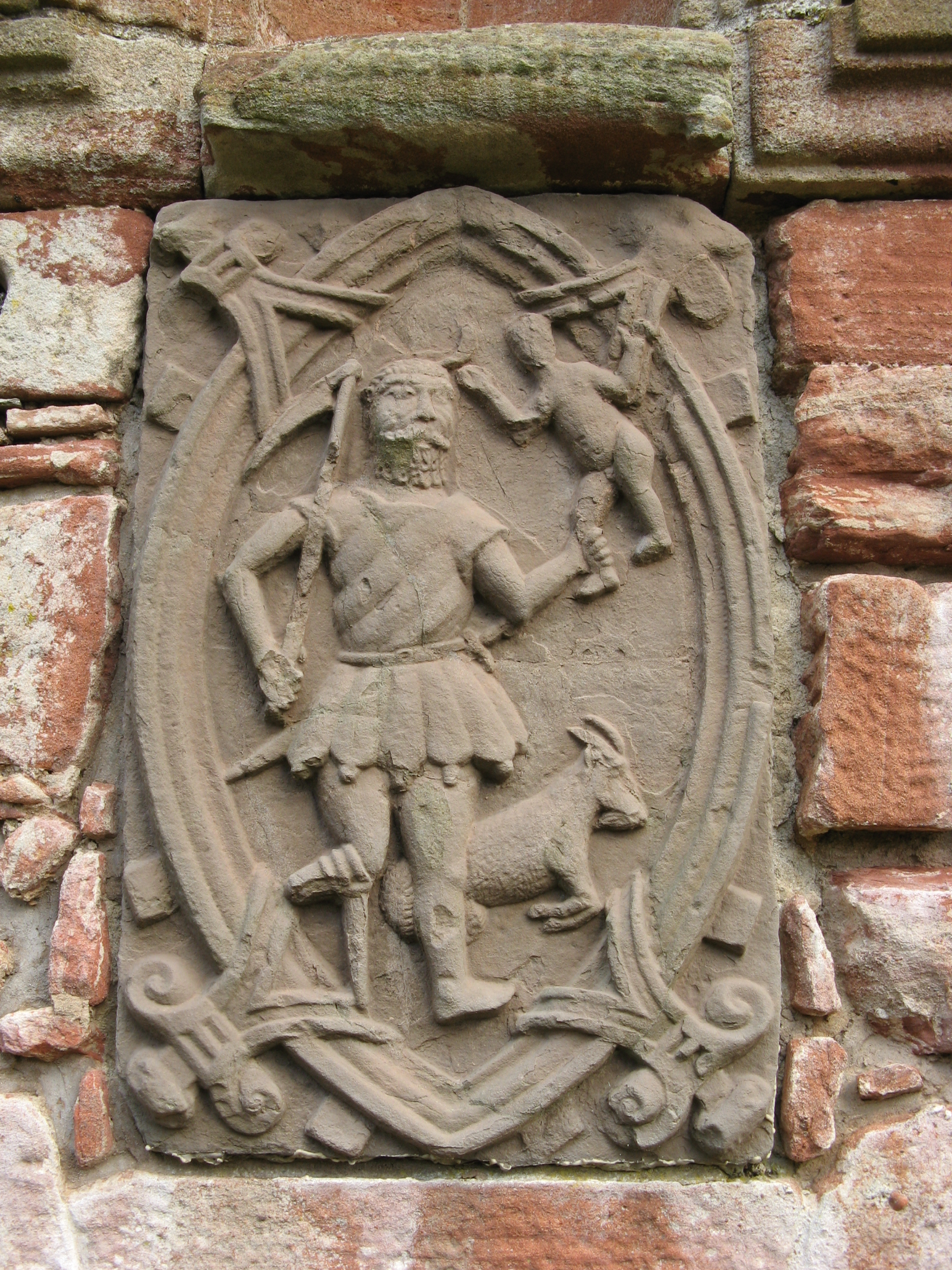
Alegorie Saturna
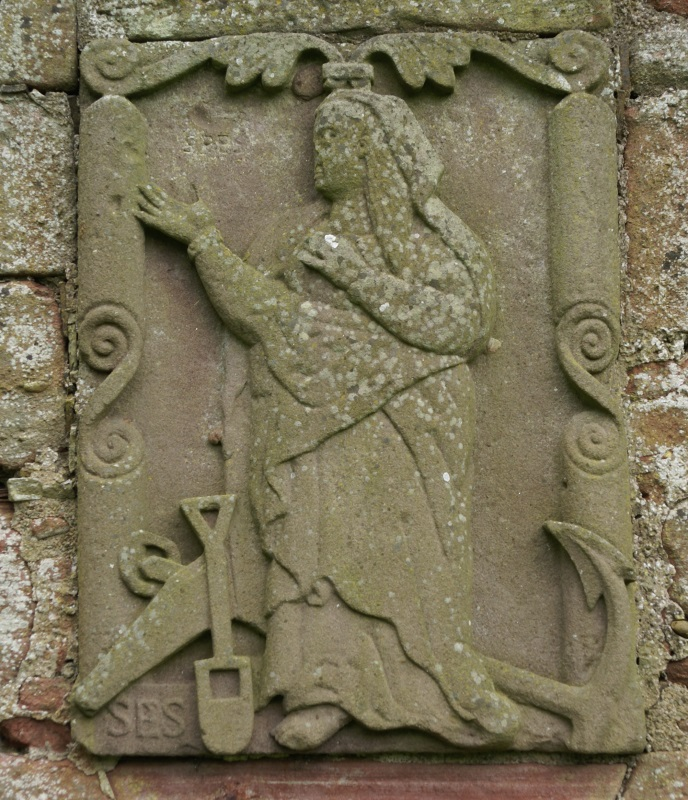
Alegorie Naděje